# Tampón TBE
Disolución tampón formada por Tris, borato y EDTA, de uso frecuente en electroforesis, en especial en gel de agarosa para separar ácidos nucleicos.
- El Tris es la molécula responsable del tamponamiento (regulación del pH).
- El borato contribuye a ajustar el pH deseado e igualmente a mantenerlo.
- El EDTA es un quelante de cationes divalentes cuya función es secuestrar el Mg2+, con lo que se evita que las posibles nucleasas presentes degraden los ácidos nucleicos de la muestra (la mayoría de las nucleasas requieren Mg2+ como cofactor).

## Receta (1 litro de 5X solución stock)
- 54 g de Tris base (CAS# 77-86-1)
- 27.5 g de Ácido bórico (CAS# 10043-35-3)
- 20 ml de 0.5 M EDTA (CAS# 60-00-4) (pH 8.0)

Ajustar pH a 8.3 con HCl.
El TBE puede diluirse a 1X antes de usar en la electroforesis, también se emplea a 0.5x. Concentraciones más elevadas dan malos resultados debido a la elevada temperatura que se alcanza.